# 1475 en arts plastiques
| Années des arts plastiques : 1472 - 1473 - 1474 - 1475 - 1476 - 1477 - 1478    |
| Décennies des arts plastiques : 1440 - 1450 - 1460 - 1470 - 1480 - 1490 - 1500 |

Cette page concerne l'année 1475 en arts plastiques.

## Naissances
- ? :
  - Giovanni Antonio Amati, peintre italien († 1555),
  - Cesare Cesariano, peintre et architecte italien († 1543),
- Vers 1475 :
  - Jörg Breu l'Ancien, peintre, graveur, concepteur de vitraux et enlumineur allemand († 1537),
  - Francesco da Cotignola, peintre italien († 1532),
  - Alejo Fernández, peintre espagnol, allemand († 1545),
  - Sinibaldo Ibi, peintre italien († vers 1550),
  - Vicente Masip, peintre espagnol († 1545),
  - Fernando Yáñez de la Almedina, peintre espagnol († 1537),
- Vers 1475-1480 :
- Matthias Grünewald, peintre et ingénieur hydraulique allemand († 1528).

## Décès

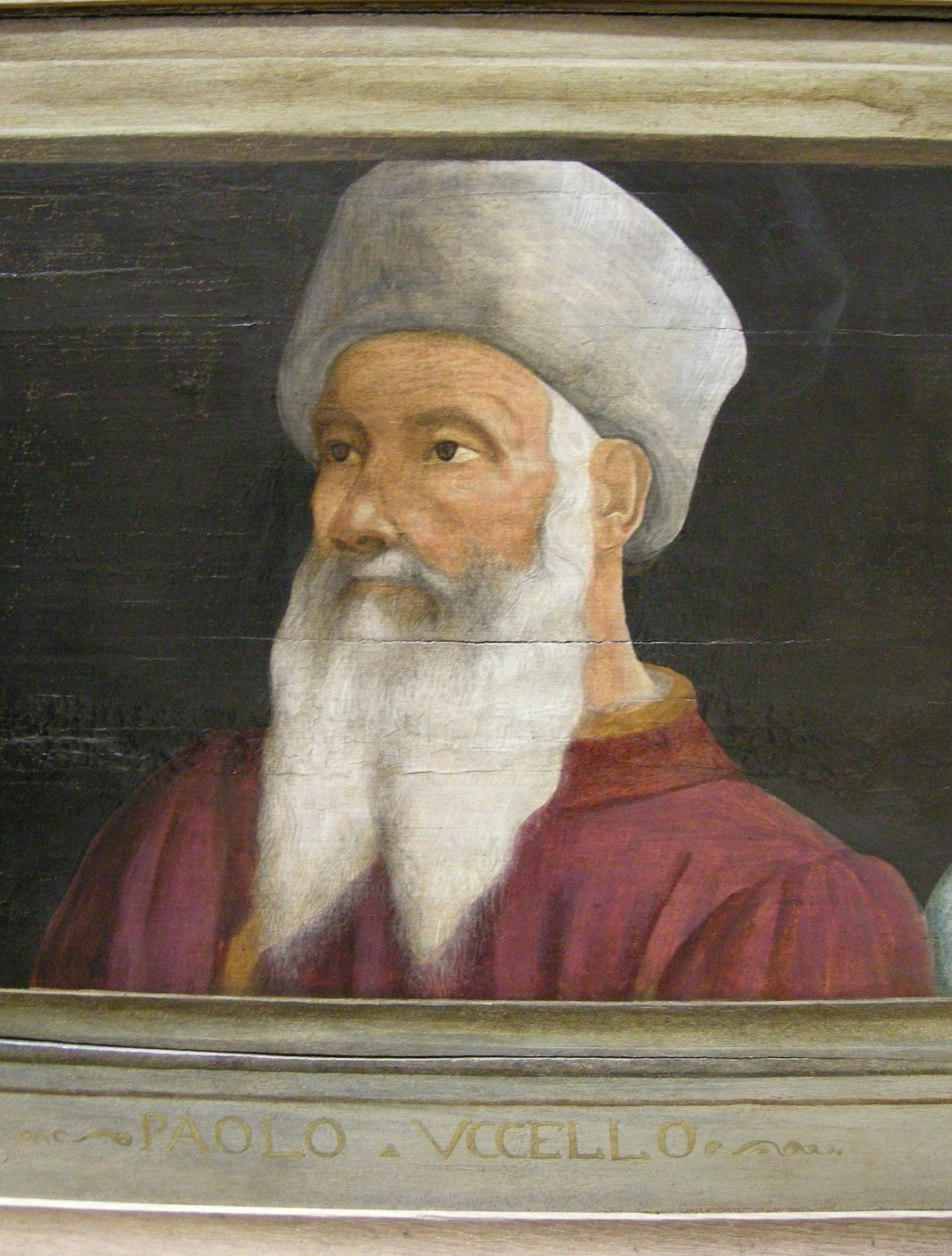
Paolo Uccello

- 6 mai : Dirk Bouts, peintre néerlandais (° vers 1415),
- Paolo Uccello, peintre italien (° 1397).